# Mashqita
Mashqita (tiếng Ả Rập: مشقيتا) là một thị trấn ở phía tây bắc Syria, một phần hành chính của Tỉnh Latakia, nằm ở phía bắc Latakia. Các địa phương lân cận bao gồm Ayn al-Bayda, Al-Shamiyah và Burj Islam ở phía tây, al-Bahluliyah ở phía đông và Mushayrafet al-Samouk ở phía tây nam. Theo Cục Thống kê Trung ương Syria, Mashqita có dân số 2.376 người trong cuộc điều tra dân số năm 2004. Cư dân của nó chủ yếu là Alawites.